# Vasco da Gama
Vasco da Gama (Sines, Portugal; 1460 of 1469 – Cochin, Portugees-Indië; 24 december 1524) was een Portugese ontdekkingsreiziger en de leider van de eerste expeditie van Portugal naar Indië. Hij was de jongere broer van Paulo da Gama.

## Jeugd
Over het vroege leven van Vasco da Gama is weinig bekend. Hij was afkomstig uit een adellijke familie. Zijn vader was Estêvão da Gama, gouverneur van Sines en Silves. Deze had goede connecties aan het Portugese hof. Da Gama’s eerste wapenfeit dateert uit 1492. Koning João II belastte hem met de taak represailles uit te voeren tegen de Franse koopvaardijschepen in de haven van Setúbal en havens in de Algarve. De reden voor deze represailles waren aanvallen van Franse piraten op Portugese schepen aan de West-Afrikaanse kust.

## Ontdekkingsreis naar Indië

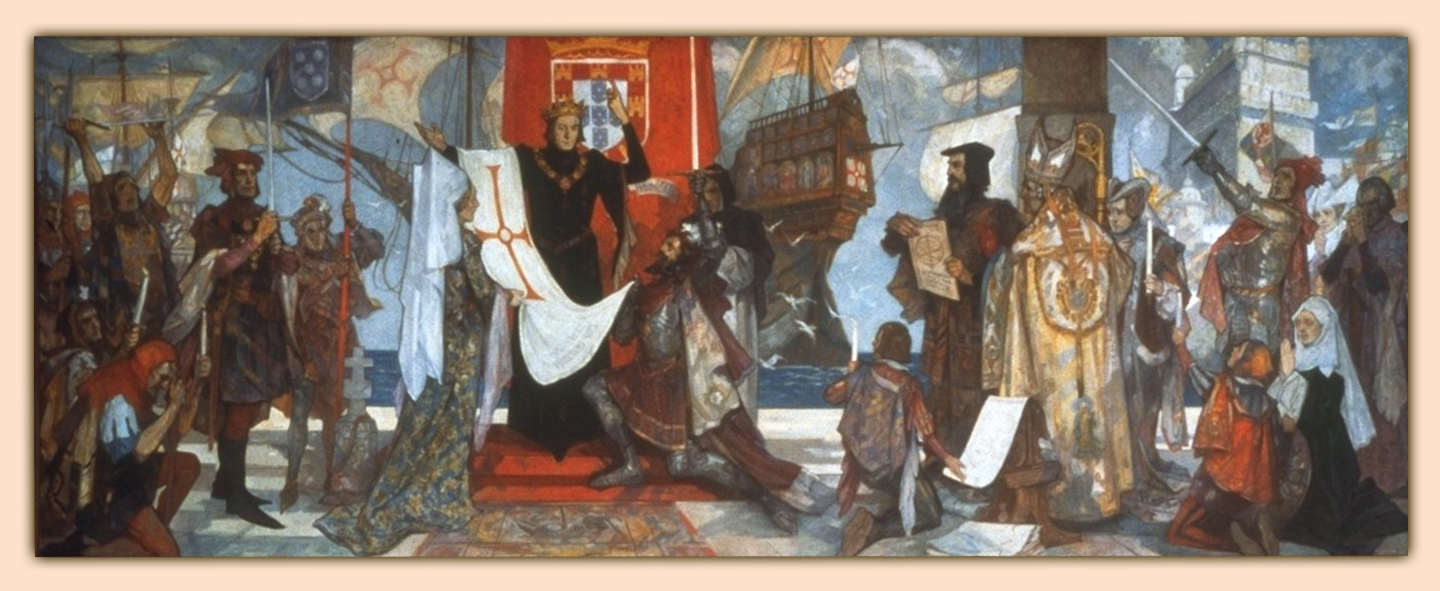
Vertrek uit Lissabon
(1936), muurschildering door John Henry Amshewitz, Universiteit van de Witwatersrand

### Achtergrond van de reis naar Indië
Het was een lang gekoesterde wens van de Portugezen om een zeeroute van Afrika naar Indië te vinden en zo te kunnen profiteren van de lucratieve specerijenhandel. Sinds de dagen van Hendrik de Zeevaarder hadden de Portugezen de westkust van Afrika verkend. Na de twee reizen van Diogo Cão had Bartolomeus Diaz in 1488 Kaap de Goede Hoop gerond en vervolgens de Zuid-Afrikaanse kust verkend tot aan de Grote Visrivier, 850 kilometer ten oosten van de Kaap. Diaz’ tocht bewees dat de Indische Oceaan vanuit Europa over zee te bereiken was.
Pêro da Covilhã was gelijktijdig met Diaz op een missie via de Rode Zee naar de Indische Oceaan gestuurd. Na de handelscentra Calicut en Goa aan de zuidwestkust van het Indisch subcontinent te hebben bezocht, verkende Da Covilhã ook nog Sofala in het huidige Mozambique en Madagaskar. Hoewel het niet helemaal zeker is of Da Covilhã’s verslag Lissabon op tijd bereikt heeft, was het duidelijk dat de route om Afrika tot de mogelijkheden behoorde. Het organiseren van een nieuwe expeditie werd nog dringender voor Portugal toen Christoffel Columbus in 1493 in Spaanse dienst terugkeerde van zijn reis over de Atlantische Oceaan. Hij beweerde Indië via een westwaartse route bereikt te hebben.
Toch duurde het nog tot 1497 voordat de expeditie naar Indië vertrok. Diaz’ beschrijving van de schrikwekkende stormen rond Kaap de Goede Hoop kunnen twijfel hebben gezaaid over de haalbaarheid van de route. Er was ook een stroming aan het hof, die zich liever wilde concentreren op de winstgevende handel in goud en slaven aan de Afrikaanse kust. Het is verder mogelijk dat men het verslag van Da Covilhã wilde afwachten en er zijn ook theorieën, dat er wel degelijk verkenningen in de zuidelijke Atlantische Oceaan werden uitgevoerd. De Portugezen stonden erom bekend dat ze hun maritieme vorderingen zo lang mogelijk geheimhielden. De nieuwe koning Manuel hakte uiteindelijk de knoop door en gaf toestemming voor de expeditie van Vasco da Gama en Paulo da Gama.

### De vloot

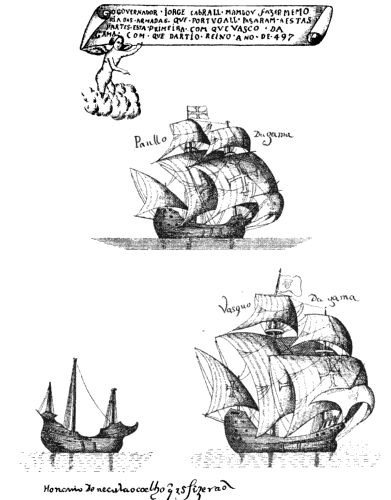
De vloot van Vasco da Gama, de São Rafael, Berrio en São Gabriel
(ca. 1558), Visconde de Juromenha

Onder supervisie van Bartolomeus Diaz werden twee kraken gebouwd, het vlaggenschip de São Gabriel en haar zusterschip São Rafael. De kraken waren 178 ton zwaar en robuuster dan de karvelen, waarmee de Portugezen tot dan toe hun ontdekkingsreizen hadden ondernomen. Da Gama’s broer Paulo voerde het bevel over de São Rafael. Daarnaast was er nog een kleiner karveel de Berrio onder leiding van Nicolau Coelho en een bevoorradingsschip. De bemanning telde 170 koppen, onder wie een aantal veroordeelde misdadigers. Da Gama had de beschikking over zeer ervaren stuurlieden, zoals Pedro Escobar en Pêro de Alenquer, veteranen van de tochten van Diogo Cão respectievelijk Bartolomeus Diaz. Op 8 juli 1497 vertrok de vloot uit Lissabon.

### Route naar de Kaap
De reizen van Diogo Cao en Bartolomeus Diaz hadden geleerd dat het moeilijk was voortgang te boeken langs de zuidwestkust van Afrika. Na de doldrums in de bocht van Guinee kreeg men te maken met de constante tegenwind van de zuidoostpassaat. Dias had echter ook geconstateerd dat ter hoogte van de Kaap de westenwinden overheersten. De Portugese stuurlieden hadden daarom een zeer gedurfde manoeuvre bedacht: bij Sierra Leone koos de vloot een zuidwestelijke koers naar open zee. Toen ze uiteindelijk de westenwinden oppikten op dertig graden zuiderbreedte, werd een oostelijke koers in de richting van de Kaap genomen. De schepen voeren in 93 dagen 9500 kilometer over open zee, een tot dat moment niet eerder vertoonde prestatie. Deze route met zijn grote volta do mar over de zuidelijke Atlantische Oceaan werd voor alle latere zeiltochten van Europa naar de Kaap de norm. Bij deze lange tocht over de oceaan stak de vloek van de zeeman, scheurbuik, gewoonlijk de kop op onder de bemanning. Deze ernstige aandoening wordt veroorzaakt door gebrek aan vers voedsel, vooral vitamine C.
Op 4 november ging de vloot voor anker in de Sint Helenabaai, ten noorden van Kaap de Goede Hoop. Aanvankelijk was het contact met de plaatselijke Khoikhoi vriendschappelijk, nadat Da Gama een van hen had getrakteerd op een etentje aan boord. In het reisverslag werden de Khoikhoi als volgt beschreven:
De inwoners van dit land zijn taankleurig. Hun voedsel is beperkt tot het vlees van zeehonden, walvissen en gazellen, en de wortels van kruiden. Ze zijn gekleed in huiden, en dragen schedes over hun geslacht. Ze zijn gewapend met stokken van olijfhout waarop een hoorn, gebakken in het vuur, is bevestigd.
Later kwam het toch tot een conflict. Op 16 november werd een groepje Portugezen door de Khoikhoi met speren terug naar de schepen gejaagd. Da Gama en enkele anderen raakten daarbij gewond. Het ronden van Kaap de Goede Hoop kostte een week door de tegenwind, maar daarna konden de Portugezen ankeren in de Mosselbaai, waar het bevoorradingsschip werd achtergelaten.
De tocht langs de Zuid-Afrikaanse kust verliep wisselvallig. Een storm uit het westen bracht ze vlug langs Kaap Recife, maar daarna werden ze weer drie dagen teruggedreven door de sterke Agulhasstroom. Met Kerstmis passeerden de Portugezen de kust die ze Natal doopten. Watergebrek dwong Da Gama op 10 januari 1498 aan te leggen bij de monding van de Inharrime in Mozambique. Ze werden daar verwelkomd door een grote menigte plaatselijke bewoners, die uitgedost waren met koperen versieringen en niet vreemd opkeken van zulke grote zeilschepen. De Indische Oceaan was duidelijk bereikt. Na Inharrime verbleef de vloot vanaf 25 januari een maand lang aan de noordelijke monding van de Zambezi om de bemanning te laten bijkomen van de scheurbuik en herstelwerkzaamheden aan de schepen uit te voeren. Deze schade beperkte zich overigens tot een gebroken mast. Da Gama had voor de kust van Zuid-Afrika duidelijk minder zware omstandigheden gehad dan Bartolomeus Diaz tien jaar eerder.

### Naar Calicut

Route van de eerste reis

Verder noordwaarts deed de vloot op 2 maart de eerste echte havenplaats aan, het Ilha de Moçambique. Deze plaats dreef regelmatige handel met Indië en Arabië en de islamitische sultan was dan ook niet onder de indruk van Da Gama’s beperkte geschenken: een rode hoed, tinnen belletjes en koperen armbanden. Da Gama’s expeditie was beter uitgerust als ontdekkingsvloot dan als handelsvloot. De sfeer werd al snel vijandig en Da Gama vertrok onder het afvuren van zijn kanonnen. Hij had wel twee loodsen weten te ronselen, die de expeditie onder dreiging van geseling naar het noorden begeleidden. Via Kilwa kwam de vloot in Mombassa aan, waar de Portugezen opnieuw in conflict kwamen met de lokale bevolking en een schip kaapten dat beladen was met goud en zilver. Da Gama had een vast patroon ontwikkeld bij het aandoen van de havens in Oost-Afrika: de Portugezen bleven op de schepen tot er tegemoetkomende bootjes kwamen, waarvan ze dan een aantal mensen gijzelden. Vervolgens stuurde Da Gama een van de veroordeelde bemanningsleden naar de wal om zijn eisen te dicteren. Zijn reputatie snelde hem echter vooruit: in Mombassa was men voorbereid en kende deze tactiek geen succes.
Op 14 april arriveerde Da Gama in Malindi. Hij stelde zich dit keer gematigder op en kon zaken doen met de plaatselijke heerser, een rivaal van die in Mombassa. In Malindi troffen de Portugezen voor het eerst ook Indiërs aan, die ze aanzagen voor christenen:
Deze Indiërs zijn taankleurige mannen en dragen maar weinig kleding. Zij hebben lange baarden en heel lang haar, dat ze vlechten. Ze vertelden ons dat ze geen rundvlees aten. Hun taal is verschillend van dat van de Moren. […] Op de dag dat de kapitein (Da Gama) naar de stad ging in zijn boot, staken deze Indische Christenen vuurwerk af en staken hun handen in de lucht toen hij passeerde, vol vreugde roepende: Christus!, Christus!
Het lijkt echter waarschijnlijker dat deze Indiërs hun hindoegod Krishna aanriepen. In Malindi vond Vasco da Gama een loods, die bereid en in staat was de Portugese schepen over de Arabische Zee naar Calicut te loodsen. Bronnen uit die tijd omschrijven de man als christen, moslim of Gujarati. Vaak wordt beweerd, dat deze de bekende Arabische cartograaf Achmed Ibn Majid was, maar moderne historici stellen dat deze niet in de buurt kan zijn geweest. Het was een bekwame loods, want na een tocht van 4200 kilometer bereikten de Portugezen op 20 mei 1498 de Indische kust op tien kilometer afstand van Calicut. Met de zuidwestmoesson in de rug verliep de overtocht zeer vlot in 23 dagen.

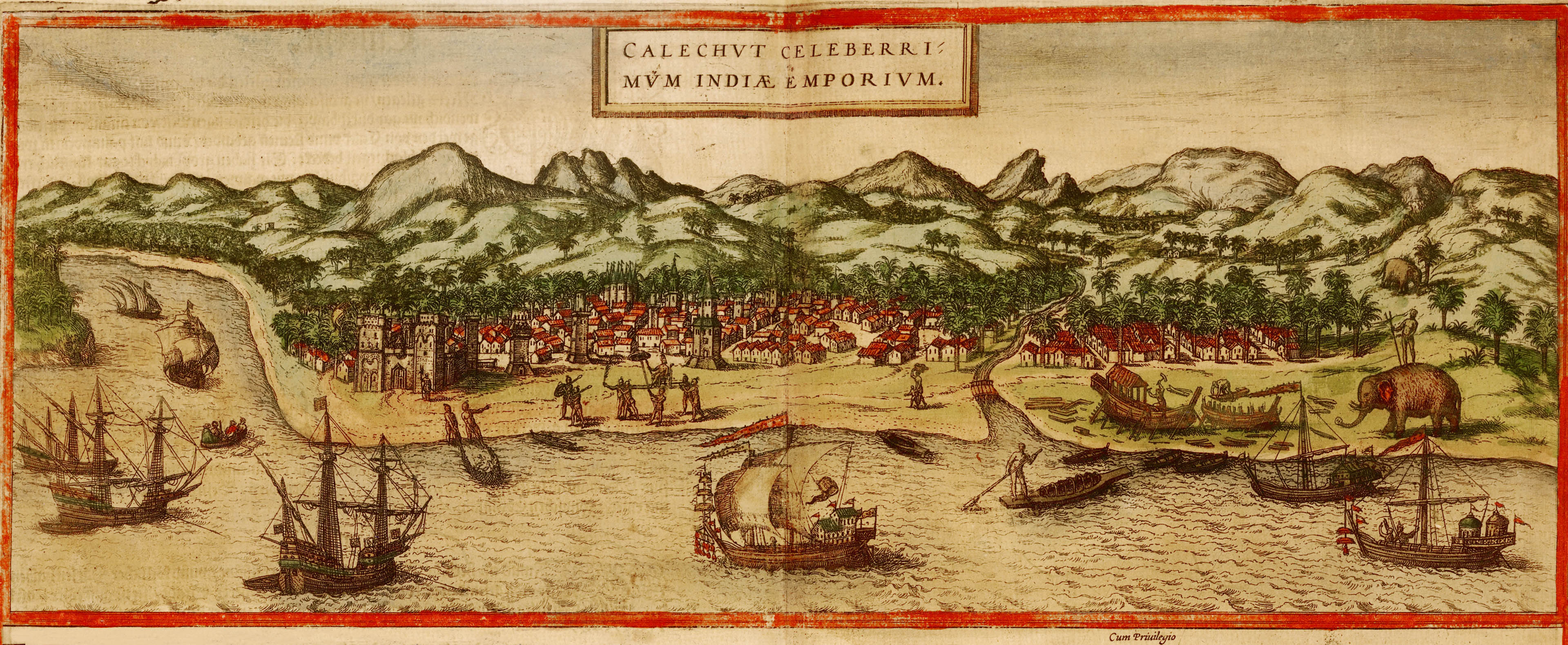
Panorama van Calicut
(1572), Georg Braun en Frans Hogenbergs atlas Civitates orbis terrarum

Dat Calicut een belangrijk internationaal handelscentrum was, bleek al bij de eerste kennismaking:
De volgende dag kwamen dezelfde boten weer langszij, toen de kapitein een van de veroordeelden, João Nunes, naar Calicut stuurde en degene met wie hij ging brachten hem naar twee Moren uit Tunis, die Castiliaans en Genuees spraken. De eerste begroeting die hij hoorde was in deze woorden: “Moge de Duivel je halen! Wat kom je hier doen?” Zij vroegen wat hij zo ver van huis te zoeken had en hij vertelde hun dat wij op zoek waren naar christenen en specerijen. Zij zeiden: “Waarom doen de Koning van Castilië, de Koning van Frankrijk of de Seigneurs van Venetië dat niet?” Hij zei dat de Koning van Portugal hun dat niet toestond, en zij zeiden dat hij daaraan goed had gedaan. Na dit gesprek namen ze hem mee naar hun vertrekken en gaven hem wittebrood en honing. Toen hij gegeten had keerde hij terug naar de schepen, vergezeld door een van de Moren die zodra hij aan boord was, deze woorden sprak: “Een goede zaak, een goede zaak! Veel robijnen, veel smaragden! U bent God veel dank verschuldigd dat Hij u naar een land gebracht heeft dat zulke rijkdommen heeft!” Wij waren zeer verbaasd deze woorden te horen, want wij hadden nooit verwacht onze taal zo ver weg van Portugal te horen spreken.
Toen Da Gama zelf aan land ging, zag hij nog steeds hindoes aan voor christenen. Da Gama en zijn mannen werden door Brahmaanse priesters meegenomen naar een hindoetempel, waar ze baden voor een beeld waarvan ze dachten dat het de maagd Maria was. Ondertussen werden ze omringd door weinig katholieke
heiligenbeelden met tanden die een tong uit de mond staken, en met vier of vijf armen.
Dit waren waarschijnlijk beelden van de godin Kali.

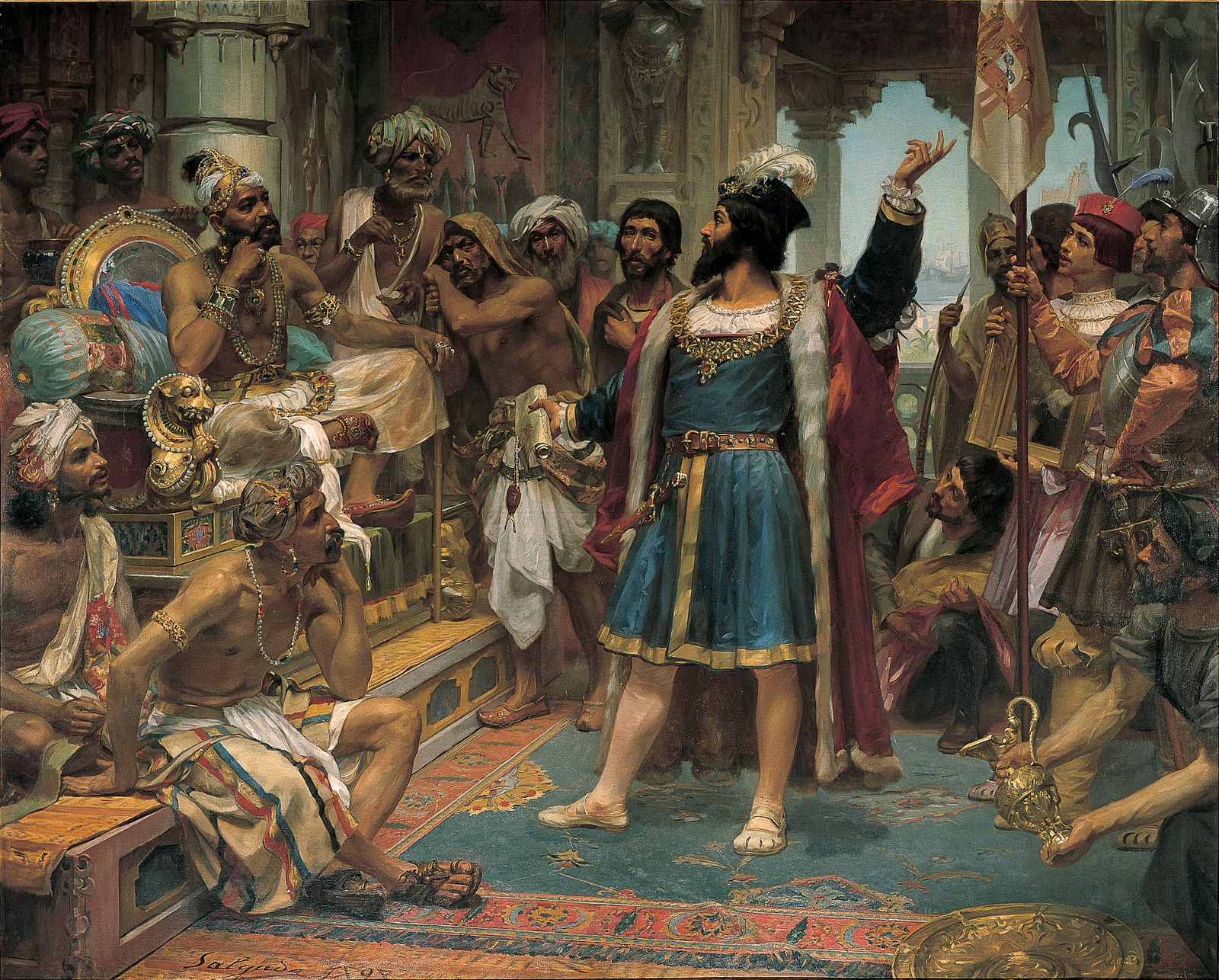
Vasco da Gama bij de samorijn
(1898), Veloso Salgado, collectie Sociedade de Geografia de Lisboa

De lokale heerser, de samorijn, ontving Da Gama in zijn paleis. Da Gama snoefde tijdens die bijeenkomst over de onmetelijke macht en rijkdom van de Portugese koning en eiste dat de samorijn de islamitische handelaren de toegang tot de stad zou ontzeggen. Maar bij een volgend bezoek kon hij alleen minderwaardige geschenken aanbieden, waaronder visserspetten en strengen koraal. De samorijn beet hem toe, dat als Da Gama, zoals deze beweerde, was gekomen om mensen te ontdekken, hij ook geschenken mee had moeten nemen.
De omvangrijke islamitische handelsgemeenschap was uiteraard niet blij met deze binnendringer en de betrekkingen verslechterden snel, met wederzijdse gijzelnemingen en andere incidenten. Uiteindelijk kon Da Gama bij de Indische handelaren wel een waardevolle lading specerijen aanschaffen. Na drie maanden besloot Da Gama weer te vertrekken, waar de samorijn niet rouwig om zal zijn geweest.

### De terugreis
De timing van het vertrek uit Calicut, 29 augustus 1498, was echter ongelukkig en geeft ook aan dat Vasco da Gama nog weinig had opgestoken over de navigatie in de Indische Oceaan. Van april tot september waait de moesson vanuit het zuidwesten, waarna hij van oktober tot maart uit de tegenovergestelde richting, het noordoosten, komt. Hij kwam niet weg en verbleef een maand op het eilandje Anjediva, iets ten noorden van Calicut. Pas op 7 januari, 132 dagen na het vertrek uit Calicut, arriveerden de drie schepen in Malindi. De overtocht had bijna de helft van de bemanning het leven gekost als gevolg van scheurbuik. Da Gama zag zich genoodzaakt om de São Rafael te verbranden en de resterende bemanning over de São Gabriel en de Berrio te verdelen.
De schepen rondden Kaap de Goede Hoop op 10 maart, waarna de oversteek van 7000 kilometer naar de Kaapverdische Eilanden slechts 27 dagen kostte. Door een storm raakten de twee schepen elkaar vervolgens kwijt. Nicolau Coelho arriveerde op 10 juli 1499 met de Berrio als eerste in Lissabon, twee jaar na het vertrek. Vasco da Gama voer door naar de Azoren, waar zijn broer Paulo aan de gevolgen van scheurbuik overleed. In september arriveerde ook Da Gama in Lissabon. In totaal overleefden 60 van de 170 bemanningsleden de tocht.

### Nasleep
Voor Portugal betekende de reis van Vasco da Gama een bekroning op 80 jaar ontdekkingsreizen langs de kust van Afrika en een enorme kans op het vergaren van rijkdommen en macht in Azië. In tegenstelling tot vele andere ontdekkingsreizigers had Vasco da Gama niet te klagen over gebrek aan erkenning. Hij en zijn nakomelingen mochten de titel Dom voeren, hij werd benoemd tot Almirante do Mar das Índias en kreeg een leengoed in zijn geboorteplaats Sines.
Koning Manuel pakte de zaken nu voortvarend aan: een half jaar na de aankomst van de Berrio vertrok Pedro Álvares Cabral met een vloot van 13 schepen en 1500 man naar Indië.

## Dearmada da Índiavan 1502

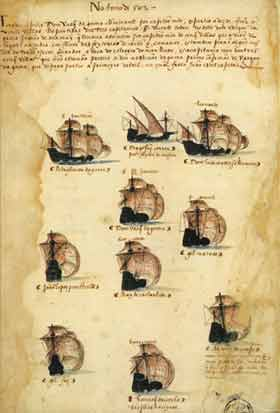
De vloot van 1502
(ca.1568), uit Livro das Armadas, ACL

Vasco da Gama leidde een tweede expeditie naar Indië in 1502. Hij kreeg de beschikking over twintig schepen en 800 manschappen. De vloot was duidelijk uitgerust voor een strafexpeditie tegen Calicut, waarmee de Portugezen sinds de reis van Cabral in openlijke vijandschap verkeerden.
Langs de kust van Afrika brandschatte Da Gama diverse steden. Toen hij in oktober 1502 voor de kust van Indië arriveerde, begon de Portugees direct islamitische schepen aan te vallen. Hij pleegde bij de verovering van de dhow Mîrî een zelfs voor de normen van die tijd meedogenloze daad van piraterij. De onbewapende Mîrî had 380 pelgrims aan boord die op de terugreis waren van Mekka. Na het schip geplunderd te hebben liet Da Gama het tot zinken brengen. Tomé Lopes, kroniekschrijver aan boord, schreef dat hij die dag zijn leven lang niet zou vergeten:
Wij enterden een schip uit Mekka met aan boord 380 mannen, vrouwen en kinderen en namen hun meer dan 12.000 dukaten en goederen ter waarde van ten minste nog eens 10.000 dukaten af. En met buskruit staken we het schip met alle mensen aan boord in brand, op de eerste dag van oktober.
In Calicut eiste hij opnieuw van de Samorijn dat deze de islamitische handelaren de toegang tot de stad zou ontzeggen. Na diens weigering bombardeerde Da Gama de haven twee dagen lang en vertrok toen naar het concurrerende Cochin om daar handel te drijven. Vasco da Gama vertrok in februari 1503 met een enorme buit naar Portugal.
Een aantal van zijn schepen zijn vergaan, waaronder de Esmeralda en de São Pedro, die op Arabische dhows joegen. Het eerste schip is in 1998 teruggevonden voor de kust van Oman.

## Dood in Cochin
In 1524 werd Da Gama opnieuw naar Indië gezonden, waar inmiddels een Portugese kolonie was gevestigd. Hij had als opdracht de corruptie te bestrijden, maar stierf enkele maanden na aankomst in Cochin aan een ziekte. Aanvankelijk lag hij er ook begraven, tot in 1539 zijn stoffelijk overschot naar Portugal werd teruggebracht en werd bijgezet in een tombe in het klooster Mosteiro dos Jerónimos nabij Lissabon. 

## Nalatenschap

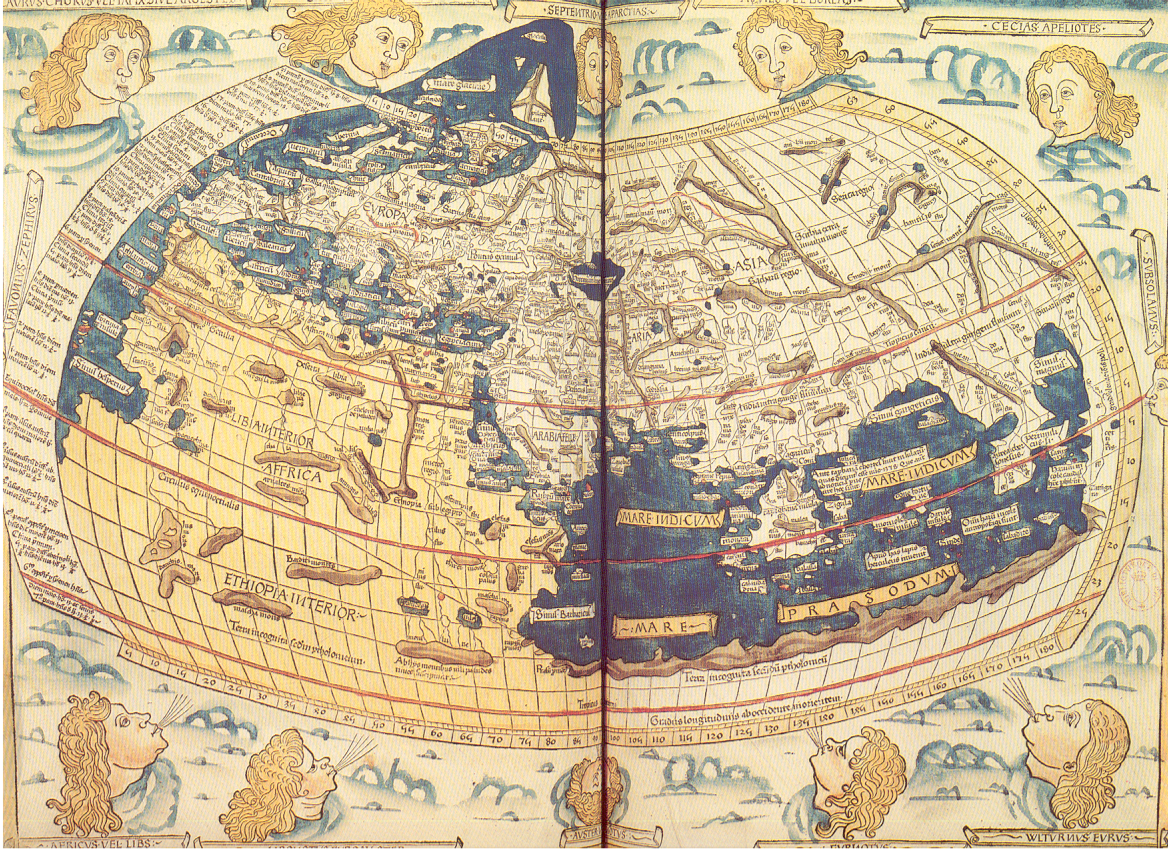
Wereldkaart gebaseerd op Geographia van Ptolemaeus
(1482), Nicolaus Germanus

De eerste reis van Vasco da Gama naar Indië betekent een mijlpaal in de geschiedenis. Het bleek mogelijk om over zee van Europa naar Indië te zeilen. Vasco da Gama toonde aan dat het wereldbeeld van de toonaangevende Griekse geograaf Ptolemaeus onjuist was. Diens opvatting dat de Indische Oceaan door land omgeven werd, was na meer dan 1000 jaar achterhaald door de feiten. Uiteindelijk zouden de Europeanen grote koloniale rijken in Azië stichten, maar dat was niet direct het geval. Portugal had te weinig mankracht om Azië echt te overheersen, al waren de Portugezen wel superieur op zee. Voor Portugal was het de bekroning van de door hen ondernomen ontdekkingsreizen.

## Vernoemingen
In de Braziliaanse stad Rio de Janeiro bestaat een voetbalclub genaamd CR Vasco da Gama. De club is in 1898 opgericht door Portugese immigranten.
In Lissabon is in 1998, 500 jaar na de ontdekking van de zeeroute naar Indië, de Vasco da Gama-brug naar hem genoemd. Ook de Torre Vasco da Gama draagt zijn naam. 